# Leichtathletik-Weltmeisterschaften 2011/Teilnehmer (Deutschland)
| Gelbes Symbol für Goldmedaillen mit stilisierten Olympischen Ringen | Graues Symbol für Silbermedaillen mit stilisierten Olympischen Ringen | Braundes Symbol für Bronzemedaillen mit stilisierten Olympischen Ringen |
| ------------------------------------------------------------------- | --------------------------------------------------------------------- | ----------------------------------------------------------------------- |
| 3                                                                   | 4                                                                     | —                                                                       |

Der Deutsche Leichtathletik-Verband stellte insgesamt 71 Teilnehmer bei den Leichtathletik-Weltmeisterschaften 2011 in Daegu. Von den ursprünglich 75 nominierten Athleten mussten Speerwerfer Till Wöschler, Dreispringerin Katja Demut, Geher André Höhne und 1500-Meter-Läufer Carsten Schlangen ihre Teilnahme noch vor Beginn der Veranstaltung verletzungsbedingt absagen.
Von den zwölf deutschen Medaillengewinnern der Leichtathletik-Weltmeisterschaften 2009 in Berlin gingen neun auch in Daegu wieder an den Start. Es fehlten aus diesem Kreis die verletzten Ariane Friedrich und Verena Sailer sowie Speerwurf-Weltmeisterin Steffi Nerius, die ihre Karriere beendet hatte. Somit war Robert Harting der einzige Titelverteidiger in der deutschen Mannschaft.

## Ergebnisse

### Männer

#### Laufdisziplinen
| Athlet                                                                             | Disziplin        | Vorlauf     | Vorlauf | Halbfinale    | Halbfinale    | Finale        | Finale        |
| Athlet                                                                             | Disziplin        | Zeit        | Platz   | Zeit          | Platz         | Zeit          | Platz         |
| ---------------------------------------------------------------------------------- | ---------------- | ----------- | ------- | ------------- | ------------- | ------------- | ------------- |
| Sebastian Ernst                                                                    | 200 m            | 20,95 s     | 33      | ausgeschieden | ausgeschieden | ausgeschieden | ausgeschieden |
| Erik Balnuweit                                                                     | 110 m Hürden     | 13,57 s     | 17      | ausgeschieden | ausgeschieden | ausgeschieden | ausgeschieden |
| Alexander John                                                                     | 110 m Hürden     | 13,68 s     | 24      | ausgeschieden | ausgeschieden | ausgeschieden | ausgeschieden |
| Willi Mathiszik                                                                    | 110 m Hürden     | 13,53 s     | 12      | 13,81 s       | 16            | ausgeschieden | ausgeschieden |
| Georg Fleischhauer                                                                 | 400 m Hürden     | 48,72 s     | 5       | 49,36 s       | 13            | ausgeschieden | ausgeschieden |
| Steffen Uliczka                                                                    | 3000 m Hindernis | 8:37,35 min | 27      |               |               | ausgeschieden | ausgeschieden |
| Christopher Linke                                                                  | 20 km Gehen      |             |         |               |               | 1:24:17 h     | 20            |
| Tobias Unger Alex Schaf Marius Broening Robin Erewa Sebastian Ernst Sven Knipphals | 4 × 100 m        | DNF         | DNF     |               |               | ausgeschieden | ausgeschieden |
| Thomas Schneider Jonas Plass Eric Krüger David Gollnow Kamghe Gaba Miguel Rigau    | 4 × 400 m        | 3:00,68 min | 5       |               |               | 3:01,37 min   | 8             |

#### Sprung/Wurf
| Athlet            | Disziplin      | Qualifikation | Qualifikation | Finale        | Finale        |
| Athlet            | Disziplin      | Weite/Höhe    | Platz         | Weite/Höhe    | Platz         |
| ----------------- | -------------- | ------------- | ------------- | ------------- | ------------- |
| Karsten Dilla     | Stabhochsprung | 5,40 m        | 24            | ausgeschieden | ausgeschieden |
| Raphael Holzdeppe | Stabhochsprung | 5,50 m        | 20            | ausgeschieden | ausgeschieden |
| Malte Mohr        | Stabhochsprung | 5,65 m        | 6             | 5,85 m        | 5             |
| Eike Onnen        | Hochsprung     | 2,28 m        | 15            | ausgeschieden | ausgeschieden |
| Raúl Spank        | Hochsprung     | 2,28 m        | 11            | 2,29 m        | 9             |
| Sebastian Bayer   | Weitsprung     | 8,11 m        | 5             | 8,17 m        | 8             |
| Christian Reif    | Weitsprung     | 8,13 m        | 3             | 8,19 m        | 7             |
| Ralf Bartels      | Kugelstoßen    | 20,45 m       | 7             | 20,14 m       | 9             |
| Marco Schmidt     | Kugelstoßen    | 20,06 m       | 12            | ausgeschieden | ausgeschieden |
| David Storl       | Kugelstoßen    | 21,50 m       | 1             | 21,78 m       | Gold          |
| Robert Harting    | Diskuswurf     | 64,93 m       | 5             | 68,97 m       | Gold          |
| Markus Münch      | Diskuswurf     | 60,80 m       | 26            | ausgeschieden | ausgeschieden |
| Martin Wierig     | Diskuswurf     | 61,68 m       | 19            | ausgeschieden | ausgeschieden |
| Markus Esser      | Hammerwurf     | 77,60 m       | 3             | 79,12 m       | 4             |
| Mark Frank        | Speerwurf      | 81,93 m       | 6             | 81,81 m       | 8             |
| Matthias de Zordo | Speerwurf      | 82,05 m       | 4             | 86,27 m       | Gold          |

#### Zehnkampf
| Athlet             | Disziplin | 100 m   | Weit- sprung | Kugel- stoßen | Hoch- sprung | 400 m   | 110 m Hürden | Diskus- wurf | Stabhoch- sprung | Speer- wurf | 1500 m      | Punkte | Platz |
| ------------------ | --------- | ------- | ------------ | ------------- | ------------ | ------- | ------------ | ------------ | ---------------- | ----------- | ----------- | ------ | ----- |
| Pascal Behrenbruch | Ergebnis  | 11,08 s | 6,80 m       | 16,01 m       | 1,93 m       | 49,90 s | 14,33 s      | 48,56 m      | 4,90 m           | 66,50 m     | 4:36,64 min | 8211   | 7     |
| Pascal Behrenbruch | Punkte    | 843     | 767          | 852           | 740          | 819     | 932          | 840          | 880              | 836         | 702         | 8211   | 7     |
| Rico Freimuth      | Ergebnis  | 10,83 s | NMW          | -             | -            | -       | -            | -            | -                | -           | -           | -      | DNF   |
| Rico Freimuth      | Punkte    | 899     | 0            | -             | -            | -       | -            | -            | -                | -           | -           | -      | DNF   |
| Jan Felix Knobel   | Ergebnis  | 11,18 s | 7,30 m       | 16,06 m       | 1,96 m       | 49,46 s | 14,92 s      | 47,93 m      | 4,70 m           | 68,42 m     | 4:43,12 min | 8200   | 8     |
| Jan Felix Knobel   | Punkte    | 821     | 886          | 855           | 767          | 840     | 859          | 827          | 819              | 865         | 661         | 8200   | 8     |

### Frauen

#### Laufdisziplinen
| Athletin                                                                                     | Disziplin        | Vorlauf     | Vorlauf | Halbfinale    | Halbfinale    | Finale        | Finale        |
| Athletin                                                                                     | Disziplin        | Zeit        | Platz   | Zeit          | Platz         | Zeit          | Platz         |
| -------------------------------------------------------------------------------------------- | ---------------- | ----------- | ------- | ------------- | ------------- | ------------- | ------------- |
| Leena Günther                                                                                | 100 m            | 11,36 s     | 26      | ausgeschieden | ausgeschieden | ausgeschieden | ausgeschieden |
| Yasmin Kwadwo                                                                                | 100 m            | 11,29 s     | 19      | 11,54 s       | 18            | ausgeschieden | ausgeschieden |
| Cindy Roleder                                                                                | 100 m Hürden     | 13,01 s     | 14      | 12,91 s       | 12            | ausgeschieden | ausgeschieden |
| Gesa Felicitas Krause                                                                        | 3000 m Hindernis | 9:35,83 min | 9       |               |               | 9:32,74 min   | 9             |
| Jana Sussmann                                                                                | 3000 m Hindernis | 9:59,93 min | 23      |               |               | ausgeschieden | ausgeschieden |
| Sabine Krantz                                                                                | 20 km Gehen      |             |         |               |               | DNF           | DNF           |
| Melanie Seeger                                                                               | 20 km Gehen      |             |         |               |               | DNF           | DNF           |
| Yasmin Kwadwo Cathleen Tschirch Leena Günther Anne Möllinger Marion Wagner Christina Haack   | 4 × 100 m        | DNF         | DNF     |               |               | ausgeschieden | ausgeschieden |
| Janin Lindenberg Esther Cremer Claudia Hoffmann Lena Schmidt Sylvia Semkowicz Wiebke Ullmann | 4 × 400 m        | 3:27,31 min | 10      |               |               | ausgeschieden | ausgeschieden |

#### Sprung/Wurf
| Athletin            | Disziplin      | Qualifikation | Qualifikation | Finale        | Finale        |
| Athletin            | Disziplin      | Weite/Höhe    | Platz         | Weite/Höhe    | Platz         |
| ------------------- | -------------- | ------------- | ------------- | ------------- | ------------- |
| Kristina Gadschiew  | Stabhochsprung | 4,50 m        | 11            | 4,55 m        | 10            |
| Silke Spiegelburg   | Stabhochsprung | 4,55 m        | 7             | 4,65 m        | 9             |
| Martina Strutz      | Stabhochsprung | 4,55 m        | 1             | 4,80 m        | Silber        |
| Silke Spiegelburg   | Stabhochsprung | 4,55 m        | 1             | 4,75 m        | 4             |
| Bianca Kappler      | Weitsprung     | 6,48 m        | 14            | ausgeschieden | ausgeschieden |
| Sosthene Moguenara  | Weitsprung     | 6,02 m        | 31            | ausgeschieden | ausgeschieden |
| Nadine Kleinert     | Kugelstoßen    | 18,75 m       | 12            | 19,26 m       | 8             |
| Christina Schwanitz | Kugelstoßen    | 19,20 m       | 3             | 17,96 m       | 12            |
| Josephine Terlecki  | Kugelstoßen    | 17,85 m       | 19            | ausgeschieden | ausgeschieden |
| Julia Fischer       | Diskuswurf     | 60,09 m       | 13            | ausgeschieden | ausgeschieden |
| Nadine Müller       | Diskuswurf     | 65,54 m       | 1             | 65,97 m       | Silber        |
| Betty Heidler       | Hammerwurf     | 71,48 m       | 6             | 76,06 m       | Silber        |
| Kathrin Klaas       | Hammerwurf     | 71,69 m       | 5             | 71,89 m       | 7             |
| Katharina Molitor   | Speerwurf      | 63,52 m       | 3             | 64,32 m       | 5             |
| Christina Obergföll | Speerwurf      | 68,76 m       | 1             | 65,24 m       | 4             |
| Linda Stahl         | Speerwurf      | 60,21 m       | 9             | DNS           | DNS           |

#### Siebenkampf
| Athletin          | Disziplin | 100 m Hürden | Hochsprung | Kugelstoßen | 200 m   | Weitsprung | Speerwurf | 800 m       | Punkte | Platz  |
| ----------------- | --------- | ------------ | ---------- | ----------- | ------- | ---------- | --------- | ----------- | ------ | ------ |
| Julia Mächtig     | Ergebnis  | 14,15 s      | 1,80 m     | 15,24 m     | 25,54 s | 5,98 m     | 43,74 m   | 2:17,14 min | 6085   | 16     |
| Julia Mächtig     | Punkte    | 957          | 978        | 877         | 838     | 843        | 739       | 863         | 6085   | 16     |
| Jennifer Oeser    | Ergebnis  | 13,33 s      | 1,83 m     | 13,70 m     | 24,58 s | 6,28 m     | 51,30 m   | 2:10,39 min | 6572   | Silber |
| Jennifer Oeser    | Punkte    | 1075         | 1060       | 774         | 926     | 937        | 885       | 959         | 6572   | Silber |
| Lilli Schwarzkopf | Ergebnis  | 13,65 s      | 1,80 m     | 14,89 m     | 25,82 s | 6,18 m     | 49,69 m   | 2:15,26 min | 6321   | 5      |
| Lilli Schwarzkopf | Punkte    | 1028         | 978        | 854         | 813     | 905        | 854       | 889         | 6321   | 5      |